# Córrego Uberaba
Córrego Uberaba är ett vattendrag i Brasilien.   Det ligger i delstaten Goiás, i den sydöstra delen av landet, 90 km sydväst om huvudstaden Brasília.
Omgivningarna runt Córrego Uberaba är huvudsakligen savann. Runt Córrego Uberaba är det mycket glesbefolkat, med 7 invånare per kvadratkilometer.